# Círculo de cultura homosexual Mario Mieli
El Circolo di Cultura Omosessuale Mario Mieli es una asociación fundada en Roma en 1983, dedicada al escritor y activista homosexual Mario Mieli, y comprometida con la defensa de los derechos civiles de las personas LGBTQIA+..

## Características
El Circolo es una asociación independiente basada en el voluntariado: se ocupa de la reivindicación y protección de los derechos civiles de las personas LGBTQIA+ (lesbiana, gay, bisexual, transgénero, queer) y de la persona en general, promoviendo actividades culturales y de socialización tanto en sus instalaciones como fuera de ellas.
En este sentido, lucha activamente contra el prejuicio homofóbico y transfóbico, a favor de los derechos civiles y por una cultura de la diversidad, incluso presionando a los medios de comunicación, partidos e instituciones, con el fin de modificar la actitud discriminatoria tanto hacia la orientación sexual como hacia la identidad de género.
También se ocupa activamente en la lucha contra el SIDA, organizando campañas de sensibilización y asistencia a los enfermos, además de realizar pruebas de VIH, hepatitis C y sífilis en sus instalaciones y fuera de ellas desde finales de los años ochenta.
Durante mucho tiempo, la asociación ha sido un sólido punto de referencia en cuanto a conocimiento y socialización entre personas LGBTQIA+. Desde finales de los años 90 hasta finales de los años 2000, existía un servicio de "bienvenida" que se llevaba a cabo una vez a la semana en la sede del Circolo. Actualmente, se reúnen semanalmente un grupo dedicado a personas migrantes, un grupo de jóvenes frecuentadores de la asociación y un grupo que discute, propone y organiza eventos culturales.
Además, durante la semana se organizan eventos culturales, presentaciones de libros, debates políticos, reuniones de socios y ensayos del Roma Rainbow Choir, el coro oficial del Circolo fundado en agosto de 2006 y compuesto por personas gay, lesbianas, bisexuales, transgéneros, queer, intersexuales y heterosexuales, que a través de la música y el canto luchan por difundir la cultura del respeto hacia cualquier forma de amor y autodeterminación.
Estos momentos de encuentro permiten a las personas LGBTQIA+ de toda la zona de Roma y más allá reunirse y establecer lazos interpersonales.
En julio de 2022, se lanzó el proyecto del Centro antidiscriminación "Welcome4Rainbow – Accoglienza per tutti i colori delle persone LGBT+" financiado por UNAR y llevado a cabo en colaboración con las asociaciones Cirses, Libellula, Rete Lenford, Cora Roma y Avi – Agenzia per la vita indipendente, al cual es posible dirigirse a través de la RainbowLine, la línea telefónica de asistencia a través de un número gratuito del Circolo.

## Historia
El Circolo nació en 1983 de la fusión de organizaciones previas en Roma (Fuori! y Collettivo Narciso). 
El mismo año falleció Mario Mieli, figura clave del movimiento LGBT en la década anterior, razón por la cual se decidió dedicarle la nueva entidad recién formada.
Desde 1989, el Circolo Mario Mieli ha ofrecido un servicio de asistencia domiciliaria para personas enfermas de SIDA, compuesto por un equipo de trabajadores, psicólogos y asistentes sociales, siendo el primero en Roma en hacerlo.
Además, ofrece servicios de asesoramiento psicológico, asistencia legal, asesoramiento telefónico y grupos de apoyo para personas seropositivas, a los cuales se puede acceder a través de una línea telefónica gratuita.
Desde 1990, el Mario Mieli organiza la famosa fiesta de autofinanciamiento Muccassassina. El evento celebró su trigésimo cumpleaños el 5 de enero de 2020, después de haber tenido diversas direcciones artísticas, incluyendo la de Vladimir Luxuria y la actual de Diego Longobardi.
Desde 1994, es el organizador de la manifestación anual del Orgullo Gay de Roma, actualmente denominado Roma Pride, que tradicionalmente se celebra el segundo sábado de junio. En 1995, se convirtió en miembro de EPOA (European Pride Organizers Association) por iniciativa de su entonces presidenta, Imma Battaglia, y obtuvo la sede del World Pride en 2000, un evento mundial del orgullo LGBT+, que culminó con una gran marcha que recorrió las calles de la capital el 7 de julio de 2000. El Circolo Mario Mieli también fue el organizador oficial del Europride de Roma en 2011, recordado en todo el mundo por la afluencia de personas y la participación de Lady Gaga.
Desde 1994 hasta 2011, publicó la revista mensual gratuita Aut, distribuida en todo el territorio nacional, con reconocidos periodistas italianos. Desde junio de 2023, Aut ha vuelto a publicarse como una revista en línea cuya directora responsable es Egizia Mondini, anteriormente editora jefe.
El Circolo alberga el Centro de Documentación Marco Sanna, dedicado a un histórico activista que militó en la asociación. El centro de documentación está compuesto por libros, documentos, revistas, artículos de periódicos, fotografías y material audiovisual, y conserva la memoria histórica del movimiento LGBT+ en Roma y a nivel nacional desde los años 70 hasta la actualidad. En 2010, se creó dentro del centro el Fondo Vinicio Diamanti, dedicado al actor, tras una donación de su familia.
La sede actual del Circolo se encuentra en Roma, en Via Efeso 2a, cerca de la estación de metro de Roma "Basilica San Paolo" de la línea B.
Los presidentes del Circolo han sido: Bruno Di Donato, Vanni Piccolo, Andrea Pini, Pino Anastasi, Deborah Di Cave, Imma Battaglia (de 1995 a 2000), Massimo Mazzotta (de 2000 a 2004), Rossana Praitano (de 2004 a 2009), Andrea Maccarrone (por solo dos meses en 2009), Rossana Praitano (de 2009 a 2012), Andrea Maccarrone (de 2012 a 2015), Mario Colamarino (de 2015 a 2017), Sebastiano Francesco Secci (de 2017 a 2020), Valerio Colomasi Battaglia (2020), Claudio Mazzella (2021). Desde noviembre de 2021, el presidente es nuevamente Mario Colamarino.
El Circolo es miembro de EPOA e InterPride y fue organizador del Europride de Roma en 2011, junto con Arcigay, Famiglie Arcobaleno, MIT y Agedo, que tuvo lugar del 1 al 12 de junio de 2011. El 3 de agosto de 2017 anunció que había presentado la candidatura para organizar en Roma, 25 años después del primero, el World Pride 2025.